# Brand im Blücher-Flöz
Der Brand im Blücher-Flöz auf der Gemarkung von Neunkirchen (Saar) zwischen 1990 und 2012 war der größte Brand eines Flözes im Saarrevier und deutschlandweit. Er entstand, nachdem die Bundesstraße 41 im Jahr 1990 als Umgehungsstraße westlich an Neunkirchen vorbeigeführt wurde und beim Bau der eingetieften Trasse die tagesnahen Steinkohleflöze angeschnitten wurden. In den 1990er Jahren entzündete sich die kohleführende Schicht durch Sauerstoffeintritt und die folgende Wärmeentwicklung. Löschmaßnahmen blieben zunächst aus bzw. wirkungslos. Der Kohlebrand im Blücher-Flöz, eines der Hauptflöze des Saarreviers, das ehemals hier tagesnah ausgebeutet wurde, drohte, sich weiter auszubreiten und die Innenstadt von Neunkirchen unbewohnbar zu machen. Der Flözbrand wurde durch die RAG Aktiengesellschaft ab 2009 mit verschiedenen Maßnahmen bekämpft und konnte im Oktober 2012 vorläufig gelöscht werden.

## Geologische Situation
Bei Neunkirchen verlaufen die Kohleflöze des Oberkarbons im Saar-Nahe-Becken tagesnah bzw. treten unmittelbar an die Oberfläche und wurden seit vorgeschichtlicher Zeit zunächst oberflächlich, dann bergmännisch ausgebeutet. Seit dem 19. Jahrhundert waren im näheren Umfeld des späteren Brandherdes die Grube König etwa 1 km weiter östlich, die Grube Heinitz und die Grube Reden angelegt worden, die bis in die zweite Hälfte des 20. Jahrhunderts in großem Stil Steinkohle förderten, bis die weitere Gewinnung der Kohle durch Erschöpfung der Flöze und durch die Konkurrenz des Weltmarktes nicht mehr wirtschaftlich betrieben werden konnte. Danach blieben im Erdreich große Mengen ungeförderter Kohle und auch die Kohleflöze geringer Mächtigkeit zurück, die nie wirtschaftlich gefördert werden konnten. Das Blücher-Flöz mit einer Mächtigkeit von drei bis vier Metern war hier gegen 1830 nur in einer Höhe von zwei Metern abgebaut worden. Mehr hatte die damalige Technik nicht zugelassen, da die Bergleute nur in Körperhöhe arbeiten konnten.

## Der Flözbrand
Er entstand, nachdem die Bundesstraße 41 im Jahr 1990 als Umgehungsstraße westlich an Neunkirchen vorbeigeführt wurde und beim Bau der eingetieften Trasse die tagesnahen Steinkohleflöze angeschnitten wurden. In den 1990er Jahren entzündete sich die kohleführende Schicht durch Sauerstoffeintritt und die folgende Wärmeentwicklung. Das Flöz brennt nicht mit offener Flamme, sondern glimmt. 1998 musste das Flöz erstmals gelöscht werden. Im Jahr 2009 trat Dampf aus der Böschung der Bundesstraße 41 aus. Die RAG Aktiengesellschaft erkundete das Gelände 2009 durch Bohrungen und stellte fest, dass sich der Kohlebrand bereits bis in eine Tiefe von bis zu 22 m ausgebreitet hatte. Ab 2009 wurde das Gelände aus Rasensprengern Sommer und Winter mit insgesamt 140.000 m³ Wasser besprüht, was den Brand anfachte, da der entstehende Wasserdampf Risse und Spalten im Gebirge verursachte, die besseren Sauerstoffzutritt ermöglichten.
Schließlich wurde der Brand in den Jahren 2011 und 2012 fachmännisch bekämpft. Ab Oktober 2011 wurde eine schützende Dichtwand aus Beton zur Bundesstraße 41 hin gebaut, um eine Ausbreitung des Brandes zur Straße hin bzw. den Sauerstoffzutritt durch die Straßenböschung zu verhindern. Es wurden 197 Pfähle mit 3900 Bohrmetern und einem Durchmesser von 90 cm um den Brandherd eingebracht. Danach sorgten 2650 m³ Beton in Pfählen und Zwischenräumen für die Abgrenzung der Brandzone zum nicht brennenden Flöz. Die Temperatur im Berg konnte von 300 auf unter 60 °C gesenkt werden. Ab September 2012 wurde heißes Material punktuell ausgebaggert, gelöscht und wieder eingebaut. Dazu war ein Teilaushub des Geländes von höchstens drei Meter notwendig. Das wieder eingebaute Material wurde verdichtet. Das durch die Baggerarbeiten verwüstete Gelände soll später wieder modelliert und aufgeforstet werden.
Die gesamte Maßnahme (projektiert waren 28.000 m³ Aushub) kostete die RAG 1,5 bis 2 Millionen Euro. Das größte anzunehmende Szenario, das komplette Ausbaggern des Erdbrandes (mit projektierten 87.000 m³ Aushub), konnte zunächst vermieden werden. Der Brand gilt seit Ende Oktober 2012 als gelöscht.